# Мэй, Дастин
Дастин Джейк Мэй (англ. Dustin Jake May, 6 сентября 1997, Джастин, Техас) — американский бейсболист, питчер клуба Главной лиги бейсбола «Лос-Анджелес Доджерс». Победитель Мировой серии 2020 года.

## Карьера
Дастин Мэй родился 6 сентября 1997 года в Джастине, штат Техас. В 2016 году, после окончания школы, он был выбран клубом «Лос-Анджелес Доджерс» в третьем раунде драфта. Мэй отказался от намерения продолжить учёбу в Техасском технологическом университете и подписал профессиональный контракт. Сумма подписного бонуса игроку составила 1 млн долларов.
В фарм-командах системы «Доджерс» Мэй выступал в течение четырёх сезонов. В роли стартового питчера команды он провёл 73 игры, одержав в них 24 победы при 17 поражениях с показателем пропускаемости ERA 3,50. Начало сезона 2019 года Дастин провёл в команде ААА-лиги «Оклахома-Сити Доджерс», которую представлял на Матче всех звёзд будущего. Дебютировал в Главной лиге бейсбола в матче с «Сан-Диего Падрес». В команде Мэй получил прозвище Джинджергард из-за цвета волос и внешнего сходства с игроком «Нью-Йорк Метс» Ноа Синдергардом.